# Shy Shy Japanese
「Shy Shy Japanese」は、東京少年の通算5枚目のシングル。1990年11月7日にビクターエンタテインメントよりリリースされた。

## 解説
表題曲はアルペン「スーパースキー」CMソングに起用された。解散した後、バラエティ番組などのBGMとして度々この曲が使用されることがある。

## 収録曲
1. Shy Shy Japanese
作詞：笹野みちる、作曲：水上聡
  - アルペン「スーパースキー」CMソング
2. MOMENTAUFNAHMEN (SHIBUYA KOKAIDO LIVE VERSION)
作詞：笹野みちる、作曲：中村英夫